# Gerrardina
Gerrardina — рід двох видів дерев, кущів і витких кущів, що виростають на південному сході Африки. До недавнього часу цей рід належав до поліфілетичної родини Flacourtiaceae, але він був там ненормальним через верхівкову плацентацію, маленькі ембріони та слизовий епідерміс листя. Аналіз даних ДНК показав, що рід не вписувався ні в одну відому родину рослин і не чітко в будь-який тоді визнаний порядок, і таким чином для нього було створено нову родину Gerrardinaceae. Пізніші аналізи додаткових даних ДНК і даних з анатомії деревини показали, що родину слід віднести до порядку Huerteales.